# Montese
Montese är en ort och kommun i provinsen Modena i regionen Emilia-Romagna i Italien. Kommunen hade 3 315 invånare (2018).